# Cerambyx
Cerambyx é um género de escaravelho da família Cerambycidae.
Este género contém as seguintes espécies:
- Cerambyx cerdo
- Cerambyx scopolii